# Joël Bouzou
Pour les articles homonymes, voir Bouzou.
Joël Bouzou (né le 30 octobre 1955 à Figeac) est un sportif français, champion du monde en 1987 de pentathlon moderne.

## Biographie

### Carrière sportive
Il a grandi à Auch, au sein d'une famille sportive. Avec un père professeur d'EPS, il faisait tellement de sports différents qu'il a naturellement découvert le pentathlon moderne.
Joël Bouzou a participé à quatre éditions des Jeux olympiques (Moscou 1980, Los Angeles 1984, Séoul 1988, Barcelone 1992) et remporté la médaille de bronze par équipes en 1984. Il remporte brillamment les championnats du monde de pentathlon moderne de 1987, devançant Milan Kadlec. Il est vice-président de l'Union internationale de pentathlon moderne et président de la Fédération française de pentathlon moderne.
Membre du comité exécutif de l'Association mondiale des olympiens (WOA) de 2003 à 2008 dont il en devient le Président en 2011.
Joël Bouzou était le fondateur de l'association Rassemblement par le Sport (RPS) de 1991 à 2006, qui avait pour objectif de faciliter l'intégration des jeunes des banlieues françaises par le sport.

### Peace and Sport
Il est le Président et Fondateur d'un projet planétaire, 'Peace and Sport', "L’Organisation pour la Paix par le Sport", créé en 2007 et destiné à utiliser le sport pour apporter le dialogue et la réconciliation partout où cela est nécessaire.
Peace and Sport est une organisation internationale neutre, basée à Monaco et placée sous le Haut-Patronage de S.A.S. le Prince Albert II.
Sa mission est de mettre le sport et ses valeurs structurantes au cœur des projets de développement locaux menés auprès des communautés en crise à travers le monde. Exerçant ses missions dans les zones post-conflictuelles, d’extrême pauvreté ou en rupture de cohésion sociale, Peace and Sport fait du sport un véhicule de tolérance, de respect, de partage et de citoyenneté au service d’une Paix Durable.

### Distinctions et autres activités
Joël Bouzou est officier dans l’Ordre national du Mérite et chevalier dans l’Ordre de la Légion d’honneur, une des plus hautes distinctions civiles de la République française. Il est également titulaire de la Médaille d’or de la jeunesse et des sports (en France) et de la médaille d’argent de la jeunesse et des sports (à Monaco).
Il est depuis mars 2010 Docteur Honoris Causa en Sciences Humaines de l’Université pour la Paix du Costa Rica, en « reconnaissance de son extraordinaire rôle de leader international pour promouvoir la paix et la compréhension entre différentes cultures et pour les qualités dont il a fait preuve dans la conduite d’organisations dédiées à cet objectif ».
Médaille d'honneur du ministère des Sports de la fédération de Russie.
Commandeur dans l'Ordre national du Mali.
Depuis 2005, Joël Bouzou est conseiller auprès de S.A.S. le Prince Albert II de Monaco.
En décembre 2011, Joël Bouzou a été élu président de l'Association mondiale des olympiens, l'association officielle regroupant les 100 000 athlètes dans le monde ayant participé à un événement olympique.
1997-2012 secrétaire général de l'Union internationale de pentathlon moderne (UIPM) et vice-président depuis 2012.
Depuis 2014, président de la Fédération française de pentathlon moderne (réélu en 2017 et en 2020).
Depuis 2015, membre de la Commission Sport et Société Active au sein du CIO.

## Performances

### Jeux olympiques
- 1992, à Barcelone :
  - individuel, 17e
  - par équipes, 7e
- 1988, à Séoul :
  - individuel, 8e
  - par équipes, 4e
- 1984, à Los Angeles :
  - individuel, 17e
  - par équipes,  Médaille de bronze
- 1980, à Moscou :
  - individuel, 20e
  - par équipes, 5e

### Championnats du monde
- individuel
  - 1987,  Médaille d'or
  - 1982,  Médaille de bronze
- par équipes
  - 1983,  Médaille de bronze
  - 1986,  Médaille de bronze